# Deutsches Meisterschaftsrudern 1884
Das 3. Deutsche Meisterschaftsrudern wurde 1884 in Frankfurt am Main vom Deutschen Ruderverband veranstaltet. Wie in den Jahren zuvor wurde nur im Einer der Männer ein Meister ermittelt. Diesen Titel sicherte sich zum zweiten Mal Achilles Wild von der Frankfurter Rudergesellschaft Germania 1869.

## Medaillengewinner
| Bootsklasse | Gold                                           | Silber                       | Bronze                                          |
| ----------- | ---------------------------------------------- | ---------------------------- | ----------------------------------------------- |
| Einer       | Achilles Wild (Frankfurter RG Germania 1869 I) | Jean Bungert (Mannheimer RC) | Adolf Meixner (Frankfurter RG Germania 1869 II) |